# 음화판매죄
음화판매죄는 대한민국의 형법상 범죄로 음란한 문서, 도화, 필름, 기타 물건등을 판매하는 죄이다.

## 판례
컴퓨터 프로그램화일은 음화판매죄(형법 제243조)에서 말하는 문서, 도화, 필름 기타 물건에 해당한다고 볼 수 없으므로 이를 컴퓨터 통신망을 통하여 전송하는 방법으로 판매한 행위는 음화판매죄를 구성하지 않는다.

## 같이 보기
- 음화소지죄